# Harold Bengen

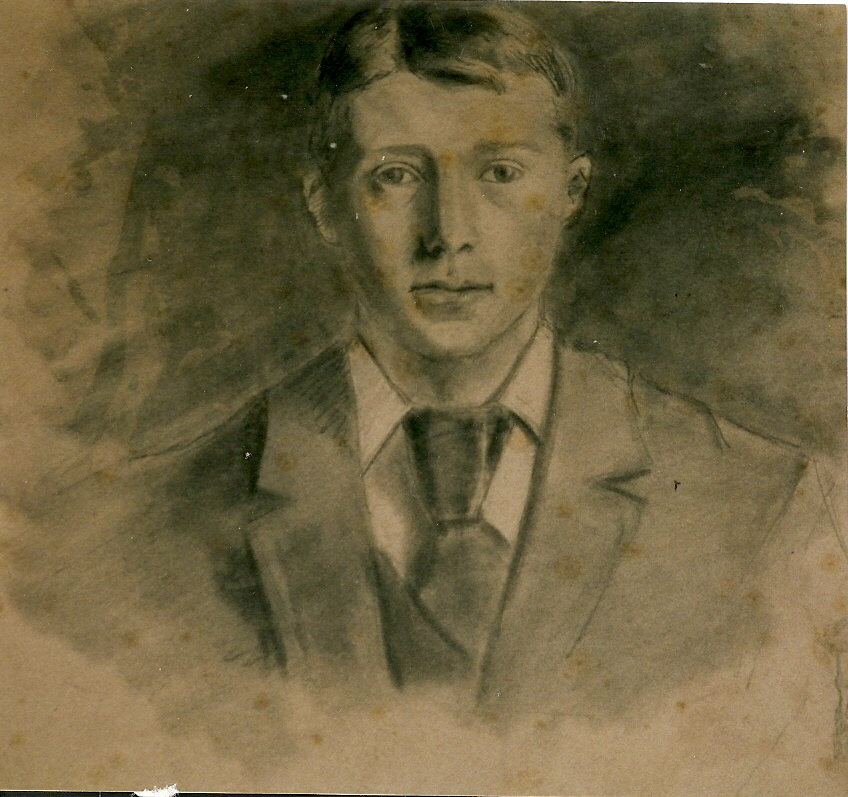
Harold Bengen: Autorretrato. 1900

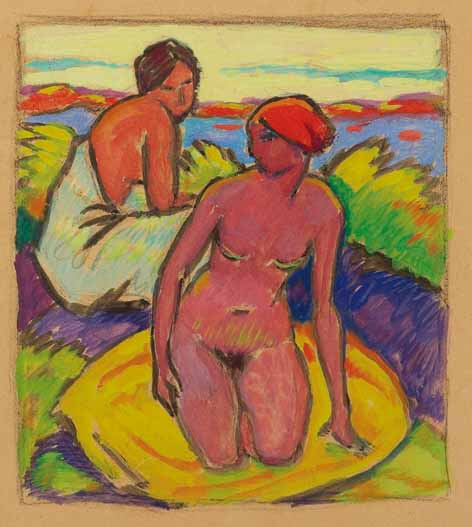
Harold Bengen: "Akt und Halbakt" ("Desnudo y semidesnudo")

Harold Bengen (6 de enero de 1879 - 21 de marzo de 1962) fue un artista y profesor de arte alemán. Sus primeras obras pueden verse como parte del movimiento clásico-modernista.

## Vida
Harold Tronson Bengen nació en Hannover durante los primeros años del imperio alemán. Su padre era farmacéutico especializado en medicamentos para animales. Su madre, nacida Tronson, fue la segunda esposa de su padre. Ella era una educadora, originaria de Inglaterra, que conoció a su padre mientras visitaba Hannover y se casó con él. Hasta 1914, Harold Bengen usó el nombre "Harold T Bengen", con la "T" de Tronson.
Harold Bengen asistió al Humanities Gymnasium (escuela secundaria) en Hanover, donde recibió instrucción en dibujo de Ernst Jordan. En 1896 se trasladó a la Academia de Artes de Weimar, donde Carl Frithjof Smith le enseñó. Durante 1898 y 1899 prosiguió sus estudios en Graz, después de lo cual regresó a casa y trabajó en Hannover como artista independiente. Durante los años inmediatamente posteriores a 1905, cuando conoció a su futura esposa, Emmy, fue particularmente prolífico.
En 1908 ocupó un puesto como profesor de dibujo y artes decorativas en la Academia de Artes y Oficios de Berlín-Charlottenburg. Dos años después, junto con Georg Tappert y Max Pechstein, fue cofundador del grupo de artistas New Secession. En 1920 participó en la exposición de la Secesión de Berlín. Este fue también el año en que la Academia de Artes y Oficios de Berlín le otorgó una cátedra. Sus alumnos a lo largo de los años incluyeron a Hans Orlowski, Rudolf Bredow, Hannah Höch y Nikolaus Sagrekov. A estas alturas se había embarcado en una carrera paralela como diseñador de vestuario y, a principios de la década de 1920, diseñó el vestuario y la escenografía para una producción de Max Reinhardt en el Deutsches Theatre de El mercader de Venecia. También se involucró en el diseño de mosaicos y vidrieras. En 1928 emprendió una extensa gira por América del Sur que dio lugar a una sucesión de acuarelas y dibujos al pastel.
Durante la década de 1930 continuó con su labor docente, mientras que su propia obra se centró en el retrato y el trabajo por contrato. Más tarde, en la década de 1930, un cuadro que pintó de una mujer se incluyó en la Gran Exposición de Arte Alemán de los nazis en Múnich. Este y otros trabajos similares, como la pintura del techo en el Banco Nacional de Berlín y una propuesta (nunca construida) para el puesto del Tannenberg Memorial, contrastan crasamente con su enfoque artístico anterior. Durante la guerra, que estalló a fines del verano de 1939, Bengen se mudó de Berlín a Holzhausen am Ammersee en la Alta Baviera . En 1952 se trasladó de nuevo, esta vez a Hamburgo, donde ya vivían dos de sus tres hijas, y donde en 1962 falleció.
Después de 1945, se olvidó la reputación que Harold Bengen había construido antes de 1933, y para muchos propósitos fue borrado de la historia debido a la medida en que había estado dispuesto a comprometerse con la dictadura nazi.

## Obras
Las primeras obras de Bengen contienen elementos del Jugendstil (correspondientes en cierto modo al "Art nouveau"), sobre todo presentaciones de mujeres. Sus obras más originales y personales, expresionistas con colores fuertes, datan de la década anterior a la Primera Guerra Mundial. Gran parte de su contribución a la enseñanza se reconoce en obras biográficas sobre sus antiguos alumnos, mientras que gran parte de su propia producción artística posterior fue destruida por la Segunda Guerra Mundial. Sin embargo, la mayoría de las obras anteriores, incluidas muchas de la década de 1920, sobrevivieron intactas en un sótano hasta después de la muerte de la viuda de Bengen, momento en el que, gracias a los esfuerzos de sus tres hijas, volvieron a ver la luz del día. Algunos se exhibieron a principios del siglo XXI como parte de una exposición que presentaba la colonia de artistas del "Hiddensee", y posteriormente han regresado con fuerza a los catálogos de los marchantes de arte.